# Bupleurum ranunculoides
Bupleurum ranunculoides es una especie de planta herbácea perteneciente a la familia de las apiáceas.

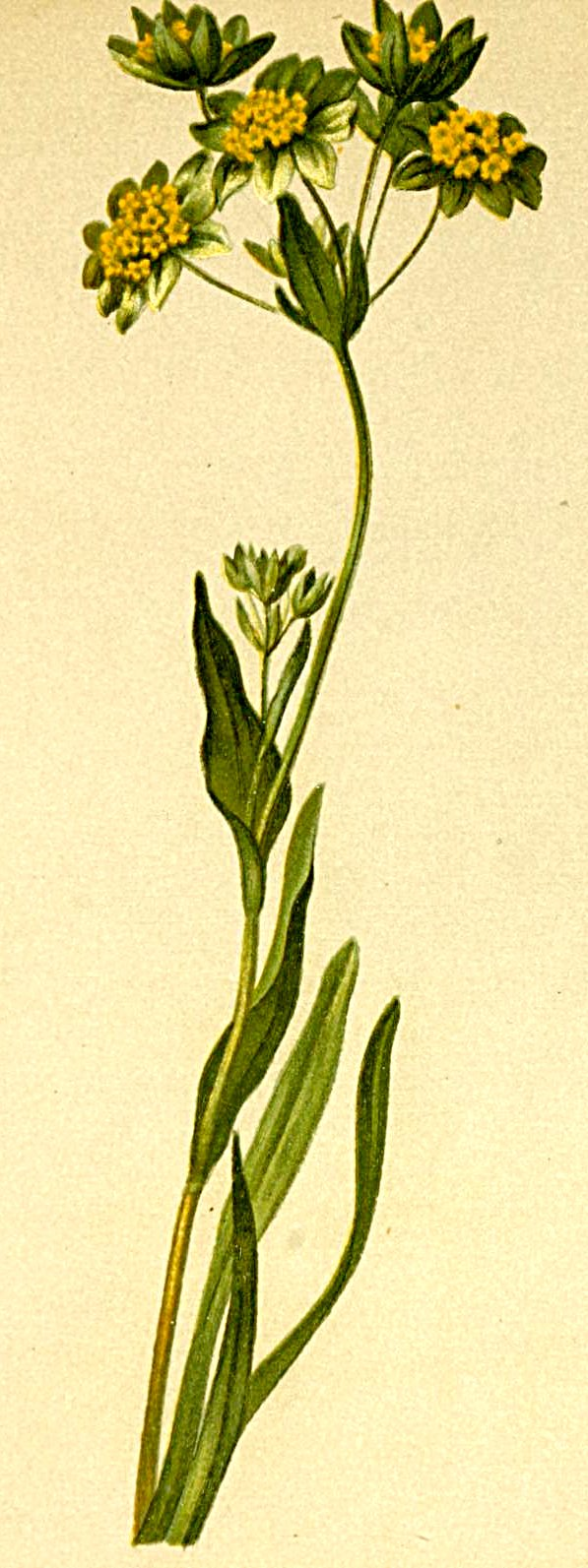
Ilustración

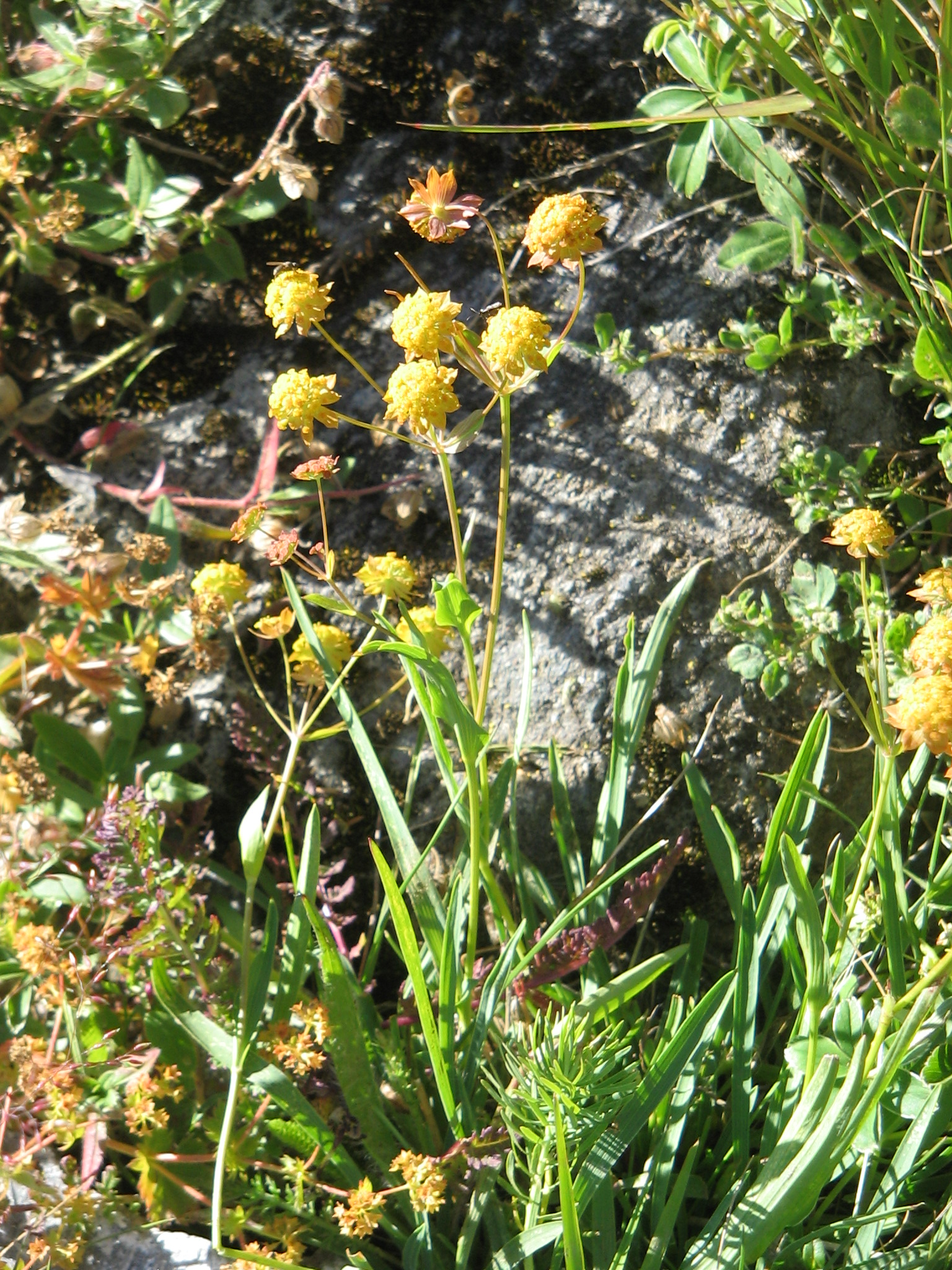
Vista de la planta

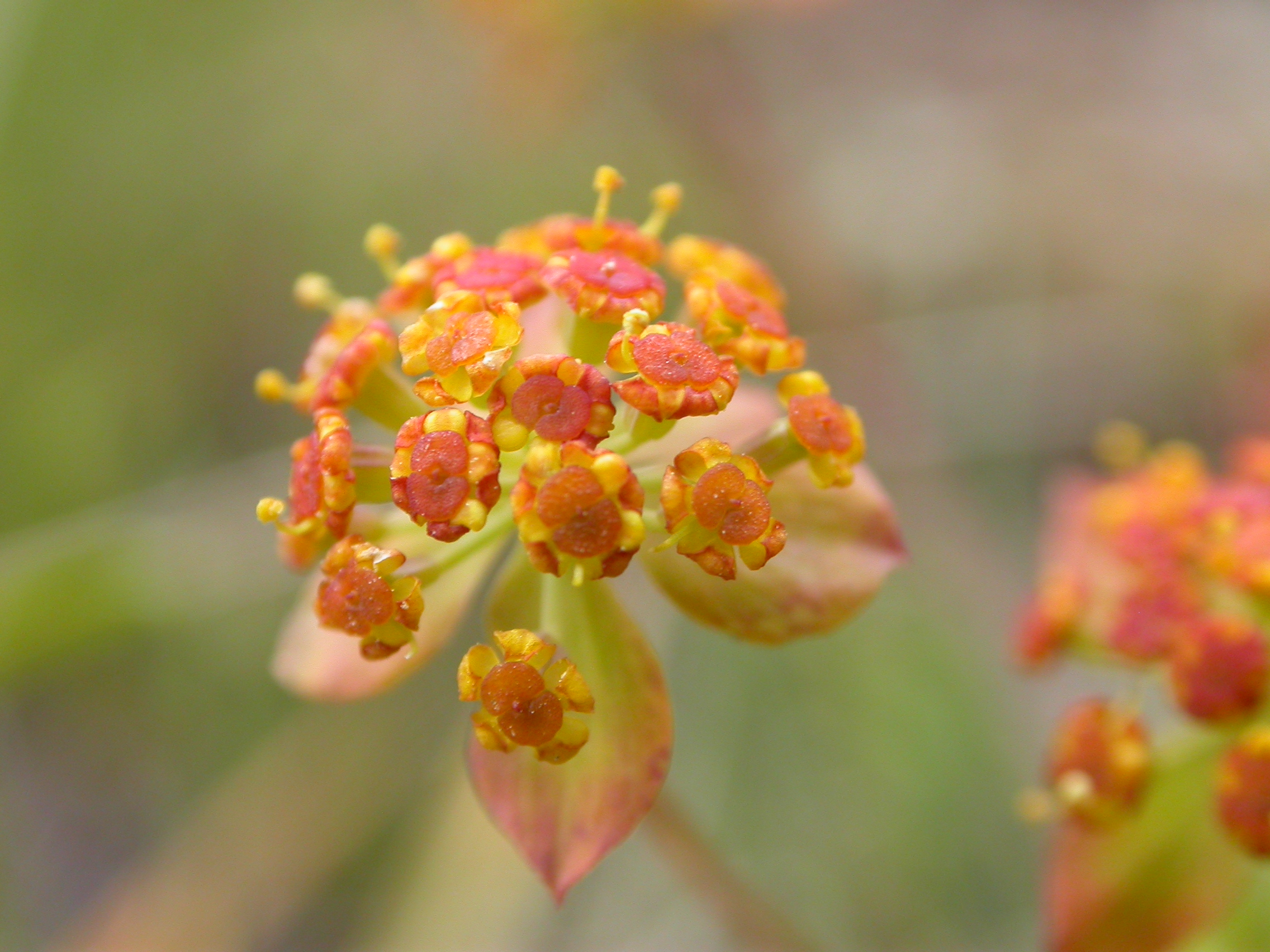
Flores

## Descripción
B. ranunculoides es una planta perenne, glabra, cespitosa, con tallos poco ramosos, de (5)10-30 cm de longitud; las hojas son todas similares, lineares o linear lanceoladas, amplexicaules, las inferiores por veces gradualmente atenuadas en pecíolo corto, agudas o acuminadas, de 1-13 por 0,1-1 cm; con umbelas con 1-3(4) brácteas similares a las hojas o algo ovado-lanceoladas y 3-15 radios; umbélulas con 4-6 bractéolas; las flores con pétalos amarillos y frutos ovoides, de 2-4 mm de longitud, con costillas filiformes y sobre pedicelos muy cortos de 0,5-3 mm.

## Variedades
En Flora Europaea y en distintos catálogos florísticos, se han distingudo dos subespecies: la subespecie típica, con hojas planas, las inferiores estrechamente lanceoladas u oblongo-espatuladas, gradualmente atenuadas en pecíolo y las superiores ovadas, agudas o acuminadas. En cambio la subespecie gramineum presentaría hojas más o menos involutas, lineares, sin pecíolo evidente y con hojas superiores linear-lanceoladas. Esta última subespecie se cita de los Pirineos mientras que la típica se extendería por todo el rango geográfico de la especie. Sin embargo, según Flora Ibérica, todas las plantas ibéricas pertenecerían a la misma subespecie. Observando la variabilidad de la planta en Aragón sin límites definidos, nos inclinamos por este criterio taxonómico.
Esta planta puede ser confundida con Bupleurum falcatum, pero B. ranunculoides presenta hojas basales sin pecíolo definido y persisten hasta pasada la floración y la fructificación.

## Hábitat
Se encuentra en los claros forestales y pastos supraforestales, sobre todo en los pedregosos del Festucion gautieri y también en claros de matorral de erizón, enebrales, bujedos, etc. Aunque vive preferentemente en calizas, se encuentra también en areniscas, pizarras, esquistos y granitos en una altura de 800 a 2600 metros. La floración se produce en junio - agosto y la fructificación en julio - septiembre ( octubre ).

## Distribución
Se distribuye por el oeste,centro y sur de Europa; mitad este de la península ibérica; en Aragón por los Pirineos donde desciende hasta Peña Montañesa y Turbón y Sistema Ibérico.

## Taxonomía
Bupleurum ranunculoides fue descrita por Carlos Linneo y publicado en Species Plantarum 1: 237–238. 1753.
Citología
Número de cromosomas de Bupleurum ranunculoides (Fam. Umbelliferae) y táxones infraespecíficos: 2n= 14.; n=14; 2n=28.
Sinonimia
- Bupleurum bourgaei Boiss. & Reut.
- Bupleurum gramineum Vill.[3]
- Bupleurum baldense Host
- Bupleurum burserianum Willd.
- Bupleurum caricifolium Willd.
- Bupleurum caricinum Rchb.
- Bupleurum obtusatum Lapeyr.
- Bupleurum perrieri Bréb.
- Bupleurum ranunculiformis St.-Lag.
- Bupleurum ranunculoideum St.-Lag.
- Bupleurum repens Lapeyr.
- Bupleurum subrubeum Dulac
- Selinum rauunculoides E.H.L.Krause
- Tenoria caricifolia Bubani[5]